# Juan Ramón López Muñiz
Juan Ramón López Muñiz (Gijón, 2 novembre 1968) è un allenatore di calcio ed ex calciatore spagnolo, di ruolo difensore.

## Carriera

### Giocatore
Difensore centrale, ha iniziato la propria carriera nello Sporting Gijón. Nei primi anni della propria carriera ha militato nella seconda squadra del club biancorosso. Nella stagione 1988-1989 è passato in prestito all'Izarra. Nel 1991 è passato alla prima squadra del club asturiano, militante in Primera División. Il debutto nel massimo campionato spagnolo è avvenuto il 1º settembre 1991, nell'incontro Real Valladolid-Sporting Gijón (0-1). Nel 1996 si è trasferito al Rayo Vallecano, sempre nella massima serie spagnola. Il debutto con il club madrileno è avvenuto il 1º settembre 1996, nell'incontro di campionato Rayo Vallecano-Real Valladolid (1-2). Nel 1999 è passato al Numancia, club della Primera División. Ha debuttato con la nuova maglia il 22 agosto 1999, nell'incontro di campionato Numancia-Real Valladolid Club (1-0). Al termine della stagione 2001-2002 ha terminato la propria carriera da calciatore.

### Allenatore
Ha cominciato la propria carriera da allenatore nel 2002, divenendo assistente del tecnico Juande Ramos all'Espanyol. Il 6 novembre 2002, contestualmente all'esonero di Ramos, è stato sollevato dall'incarico. Nella stagione 2003-2004 è stato assistente di Juande Ramos al Malaga. Il 3 aprile 2006 è diventato tecnico dell'UD Marbella, club militante in Segunda División B. Il 1º novembre 2006 ha firmato un contratto con il Malaga, squadra militante in Segunda División. Nella stagione 2007-2008 ha ottenuto il secondo posto in campionato e la promozione in Primera División. Il 15 giugno 2008 è stato ufficializzato il suo trasferimento al Racing Santander, in Primera División. Il debutto da tecnico nel massimo campionato spagnolo è avvenuto il successivo 26 agosto, in Racing Santander-Barcellona (0-0). Il 13 giugno 2009 ha rescisso il proprio contratto con il Racing ed ha firmato un contratto biennale con il Malaga. Al termine della stagione è stato sollevato dall'incarico. Il 1º ottobre 2010 è entrato nello staff del Dnipro, club ucraino, come assistente del tecnico Juande Ramos. Ha mantenuto l'incarico fino al termine della stagione 2013-2014. Il 9 giugno 2015 è diventato allenatore dell'Alcorcón, club della seconda divisione spagnola. Nella stagione successiva è passato al Levante, sempre nella seconda divisione spagnola. Nella sua prima stagione in sella al club blaugrana ha vinto il campionato ed ottenuto la promozione in Primera División. Confermato per la stagione successiva, l'8 marzo 2018 è stato esonerato dal club dopo 14 partite consecutive senza vittoria. Nel giugno 2018 è tornato per la terza volta in carriera al Malaga. Il 14 aprile 2019 è stato sollevato dall'incarico. Il 5 luglio 2020 è diventato tecnico del Deportivo Alavés, succedendo all'esonerato Asier Garitano. Il successivo 20 luglio è stato sollevato dall'incarico.

## Statistiche

### Statistiche da allenatore
Statistiche aggiornate al 2 gennaio 2023.
| Stagione           | Squadra            | Campionato         | Campionato | Campionato | Campionato | Campionato | Coppe nazionali | Coppe nazionali | Coppe nazionali | Coppe nazionali | Coppe nazionali | Coppe continentali | Coppe continentali | Coppe continentali | Coppe continentali | Coppe continentali | Altre coppe | Altre coppe | Altre coppe | Altre coppe | Altre coppe | Totale | Totale | Totale | Totale | % Vittorie | Piazzamento |
| Stagione           | Squadra            | Comp               | G          | V          | N          | P          | Comp            | G               | V               | N               | P               | Comp               | G                  | V                  | N                  | P                  | Comp        | G           | V           | N           | P           | G      | V      | N      | P      | %          | Piazzamento |
| ------------------ | ------------------ | ------------------ | ---------- | ---------- | ---------- | ---------- | --------------- | --------------- | --------------- | --------------- | --------------- | ------------------ | ------------------ | ------------------ | ------------------ | ------------------ | ----------- | ----------- | ----------- | ----------- | ----------- | ------ | ------ | ------ | ------ | ---------- | ----------- |
| apr.-giu. 2006     | UD Marbella        | SDB                | 8          | 3          | 3          | 2          | CDR             | -               | -               | -               | -               |                    | -                  | -                  | -                  | -                  |             | -           | -           | -           | -           | 8      | 3      | 3      | 2      | 37,50      | 12°         |
| lug.-ott. 2006     | UD Marbella        | SDB                | 10         | 5          | 4          | 1          | CDR             | -               | -               | -               | -               |                    | -                  | -                  | -                  | -                  |             | -           | -           | -           | -           | 10     | 5      | 4      | 1      | 50,00      | Dimiss.     |
| Totale UD Marbella | Totale UD Marbella | Totale UD Marbella | 18         | 8          | 7          | 3          |                 |                 |                 |                 |                 |                    | -                  | -                  | -                  | -                  |             | -           | -           | -           | -           | 18     | 8      | 7      | 3      | 44,44      |             |
| nov. 2006-2007     | Malaga             | SD                 | 32         | 10         | 12         | 10         | CDR             | 3               | 1               | 0               | 2               |                    | -                  | -                  | -                  | -                  |             | -           | -           | -           | -           | 35     | 11     | 12     | 12     | 31,43      | Sub., 15°   |
| 2007-2008          | Malaga             | SD                 | 42         | 20         | 12         | 10         | CDR             | 3               | 1               | 1               | 1               |                    | -                  | -                  | -                  | -                  |             | -           | -           | -           | -           | 45     | 21     | 13     | 11     | 46,67      | 2° (prom.)  |
| Totale Malaga      | Totale Malaga      | Totale Malaga      | 74         | 30         | 24         | 20         |                 | 6               | 2               | 1               | 3               |                    | -                  | -                  | -                  | -                  |             | -           | -           | -           | -           | 80     | 32     | 25     | 23     | 40,00      |             |
| 2008-2009          | Racing Santander   | PD                 | 38         | 12         | 10         | 16         | CDR             | 4               | 1               | 1               | 2               | UEFA               | 6                  | 3                  | 2                  | 1                  |             | -           | -           | -           | -           | 48     | 16     | 13     | 19     | 33,33      | 11°         |
| 2009-2010          | Malaga             | PD                 | 38         | 7          | 16         | 15         | CDR             | 4               | 1               | 2               | 1               |                    | -                  | -                  | -                  | -                  |             | -           | -           | -           | -           | 45     | 21     | 13     | 11     | 46,67      | 17°         |
| 2015-2016          | Alcorcón           | SD                 | 42         | 18         | 10         | 14         | CDR             | 1               | 0               | 0               | 1               |                    | -                  | -                  | -                  | -                  |             | -           | -           | -           | -           | 43     | 18     | 10     | 15     | 41,86      | 8°          |
| 2016-2017          | Levante            | SD                 | 42         | 25         | 9          | 8          | CDR             | 1               | 0               | 0               | 1               |                    | -                  | -                  | -                  | -                  |             | -           | -           | -           | -           | 43     | 25     | 9      | 9      | 58,14      | 1° (prom.)  |
| 2017-mar. 2018     | Levante            | PD                 | 27         | 3          | 12         | 12         | CDR             | 4               | 2               | 1               | 1               |                    | -                  | -                  | -                  | -                  |             | -           | -           | -           | -           | 31     | 5      | 13     | 13     | 16,13      | Eson.       |
| Totale Levante     | Totale Levante     | Totale Levante     | 69         | 28         | 21         | 20         |                 | 5               | 2               | 1               | 2               |                    | -                  | -                  | -                  | -                  |             | -           | -           | -           | -           | 74     | 30     | 22     | 22     | 40,54      |             |
| 2018-apr. 2019     | Malaga             | SD                 | 34         | 15         | 10         | 9          | CDR             | 1               | 0               | 0               | 1               |                    | -                  | -                  | -                  | -                  |             | -           | -           | -           | -           | 35     | 15     | 10     | 10     | 42,86      | Eson.       |
| lug. 2020          | Alavés             | PD                 | 4          | 1          | 1          | 2          | CDR             | -               | -               | -               | -               |                    | -                  | -                  | -                  | -                  |             | -           | -           | -           | -           | 4      | 1      | 1      | 2      | 25,00      | 16°         |
| Totale carriera    | Totale carriera    | Totale carriera    | 317        | 119        | 99         | 99         |                 | 21              | 6               | 5               | 10              |                    | 6                  | 3                  | 2                  | 1                  |             | -           | -           | -           | -           | 344    | 128    | 106    | 110    | 37,21      |             |